# Бранч
Бранч (енгл. brunch) је оброк који се конзумира у време између доручка и ручка. Најчешће између 9:00 и 15:00 ч. Настао је спајањем речи брекфест (енгл. breakfast — „доручак”) и ланч (енгл. lunch — „ручак”). У Енглеској, где је настао, је у употреби као термин још од 1800. године док је у Америци од 1930. За овај оброк, који је код нас познатији као ужина, могу послужити остаци од доручка, или од вечере и ручка који је остао од претходног дана. Мада у обзир могу доћи и разноразни крекери, чоколадице или воћне салате у комбинацији са јогуртом, млеком, или чоколадним млеком, који ће дати организму потребну енергију до ручка. 